# 4600 Meadows
A 4600 Meadows (ideiglenes jelöléssel 1985 RE4) a Naprendszer kisbolygóövében található aszteroida. Henri Debehogne fedezte fel 1985. szeptember 10-én.